# ابزار مدیریت وب سایت
ابزار مدیریت وب سایت (به انگلیسی: Web Site Administration Tool) که با نام اختصاری WSAT نیز شناخته می‌شود، روشی برای مدیریت کاربران و نقش‌های آنها در وب سایت است.
ابزار مدیریت وب سایت بیشتر برای مدیریت نقش‌ها به تنهایی مورد استفاده قرار می‌گیرد و تنها از طریق سیستم‌ها و دستگاه‌های محلی قابل دسترس بوده و برای ثبت کاربران و نقش‌های اولیه در خلال توسعه سایت بسیار مناسب است، اما برای مدیریت کاربران در یک محیط محصول چندان مناسب نیست.

## اهداف
WSAT برای اهداف زیر به کار می‌رود.
- مدیریت کاربران
- مدیریت Roleها
- مدیریت قوانین دسترسی- برای مثال، برای مشخص کردن اینکه چه کاربری می‌تواندبه کدام پوشه و فایل دسترسی داشته باشد.
- پیکربندی برنامه، نامه و تنظیمات اشکالزدایی
- غیرفعال کردن سایت به گونه ای که کاربران نتوانند هیچ صفحه ای را در خواست داده و به جای ان پیغام خطای کاربر پسندی را دریافت کنند.

برخی تغییراتی که با WSAT ایجاد می‌کنید، در فایل Web.config مربوط به برنامه قرار می‌گیرند؛ و برخی تنظیمات دیگر همانند roleها در یک پایگاه داده مربوط به ارائه دهنده پیکربندی شده، ذخیره می‌شوند.